# Die Forelle
Die Forelle (La trota), op. 32, D550 è uno dei Lieder più conosciuti del compositore austriaco Franz Schubert.
Scritto nel 1817, questo celebre brano è per voce sola e pianoforte; il testo è tratto dalle prime tre strofe di una poesia di Christian Friedrich Daniel Schubart. Del lied esistono cinque differenti versioni, scritte dal compositore in anni differenti (1817, 1818, 1820, 1821); in realtà le differenze sono minime poiché la tonalità d'impianto è sempre la stessa, Re bemolle maggiore, e uguali sono la linea melodica e l'accompagnamento del pianoforte. All'ultima versione del 1821 il compositore sostituì all'abbastanza vivace dell'indicazione agogica un abbastanza veloce e aggiunse un preludio di cinque misure.
Con lo stesso titolo è noto il Quintetto in la maggiore per pianoforte e archi, op. 114 (D667) dello stesso Schubert, composto nel 1819, il cui quarto movimento è basato su variazioni sul lied omonimo.
Nel 1846 Franz Liszt ne ha fatto una trascrizione e parafrasi, in due versioni, per pianoforte solo.